# Martin Viertel

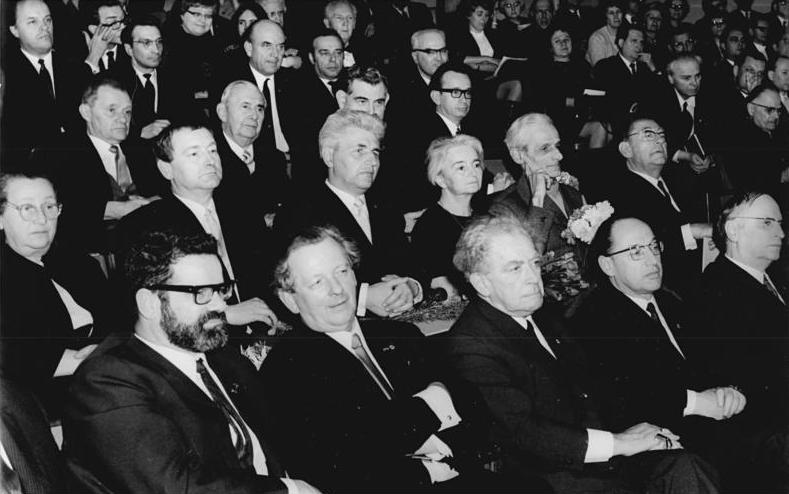
Außerordentliche öffentliche Plenartagung der Akademie der Künste, 26. März 1970 Berlin: Konrad Wolf, Klaus Wittkugel, Hans Rodenberg, Kurt Hager (erste Reihe, v. l. n. r.), Gerhard Kettner, Martin Viertel, Jeanne Stern, Kurt Stern und Fritz Selbmann, (zweite Reihe v. l. n. r.).

Martin Viertel (* 2. Oktober 1925 in Lugau; † Mai 2005 in Gera) war ein deutscher Schriftsteller.

## Leben
Martin Viertel entstammt einer Bergmannsfamilie. Nach einer Lehre als Strumpfwirker absolvierte er eine kaufmännische Ausbildung. 1943 wurde er zur Wehrmacht eingezogen. Er geriet in französische Kriegsgefangenschaft, aus der er 1947 nach Deutschland zurückkehrte. Von 1948 bis 1956 arbeitete er unter Tage (zuletzt als Steiger) für die Wismut AG in Johanngeorgenstadt. Hier war er Mitglied der Redaktion des Kulturspiegels. Von 1956 bis 1959 war er Student am Literaturinstitut „Johannes R. Becher“ in Leipzig. Anschließend wirkte er im kulturpolitischen Bereich der Wismut AG, deren Arbeitertheater er auch leitete. Ab 1962 lebte er als freier Schriftsteller in Gera.
Martin Viertel, der in den frühen 1950er Jahren mit dem Schreiben begonnen hatte, verfasste Romane, Erzählungen und Kinderbücher. Am bekanntesten wurde er 1968 durch seinen Roman Sankt Urban, ein Werk parteitreuer Arbeiterliteratur, in dem die Besetzung der sächsischen Uranerzbergbau-Region durch die Rote Armee 1945 und die ersten Jahre der Wismut AG geschildert werden.
Viertel erhielt – neben den nachfolgend erwähnten Auszeichnungen – 1960 den Kunstpreis der Gesellschaft für Deutsch-Sowjetische Freundschaft, 1969 den Literaturpreis des FDGB sowie 1970 den Heinrich-Mann-Preis. Im Dezember 1989 gab er die ihm verliehenen Verdienstmedaille der DDR, den Vaterländischen Verdienstorden in Bronze und Silber sowie den Orden Banner der Arbeit Stufe 1 zurück und kündigte an, die damit verbundenen Dotierungen an ein Kinderheim in seiner Heimatstadt Gera zu überweisen.
Wenige Jahre später wurde bekannt, dass Viertel jahrzehntelang (1965–89) unter dem Decknamen Kurt der DDR-Staatssicherheit zu Diensten war.

## Weitere Werke
- Die Igelfreundschaft, Berlin 1962
- Sie hat uns alles gegeben, Karl-Marx-Stadt 1966
- Schlambambomil oder Der eiserne Seehund, Berlin 1975
- Kuckucksgarn, Der Kinderbuchverlag Berlin 1977 (Illustrationen Manfred Bofinger)
- Ticki Mumm, Berlin 1978 (Illustrationen Manfred Bofinger)
- Bollerbock, Berlin 1986